# Sebastian Remelé

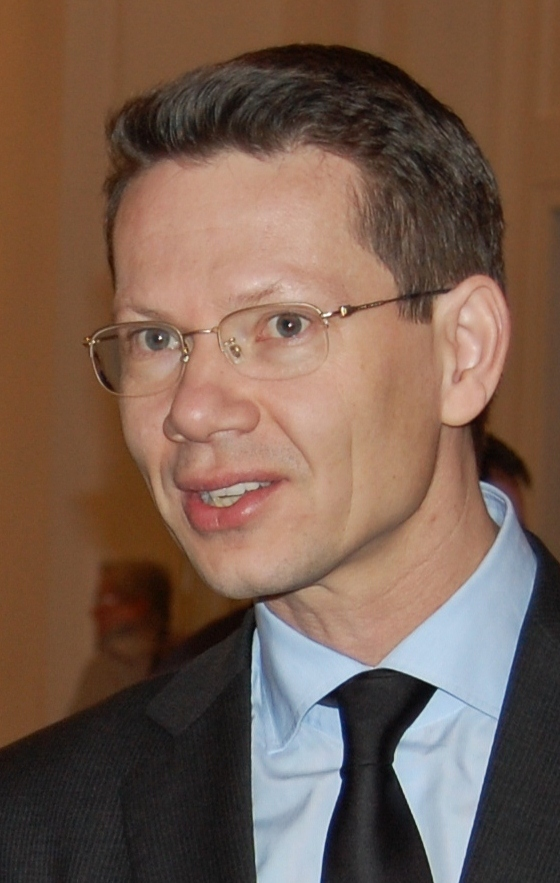
Sebastian Remelé (2013)

Sebastian Hubertus Remelé (* 30. Juli 1969 in Werneck) ist ein deutscher Jurist und Kommunalpolitiker (CSU). Seit 1. Mai 2010 ist er Oberbürgermeister der Stadt Schweinfurt.

## Leben
Sebastian Remelé wuchs im Schweinfurter Stadtteil Bergl auf und legte sein Abitur am Walther-Rathenau-Gymnasium ab. Nach dem Wehrdienst studierte er Rechtswissenschaften an der Julius-Maximilians-Universität Würzburg und der Friedrich-Alexander-Universität Erlangen-Nürnberg und erhielt ein Stipendium für die Universität Santiago de Chile. 1999 trat Remelé als Rechtsanwalt in eine Schweinfurter Sozietät ein.
Remelé ist römisch-katholisch, seit 1997 mit der Sozialpädagogin Monika Lamm verheiratet und hat vier Kinder. Er ist Alter Herr der KDStV Franco-Raetia Würzburg.

## Politik
2002 wurde Remelé in den Schweinfurter Stadtrat gewählt. Bei der Oberbürgermeisterwahl 2010 erzielte Sebastian Remelé im ersten Wahlgang bei fünf weiteren Kandidaten 46,44 % der Stimmen. In der Stichwahl trat er gegen Kathi Petersen (SPD) an, die im ersten Wahlgang 19,21 % erhalten hatte. Bei der Stichwahl stimmten 63,39 % der Wähler für ihn. Die Wahlbeteiligung lag mit 42,34 % allerdings auf einem historischen Tief. Das Amt trat er am 1. Mai 2010 als Nachfolger von Gudrun Grieser (CSU) an.
Am 16. März 2014 wurde er mit 66,92 % in seinem Oberbürgermeisteramt wieder gewählt.  Er wurde bei der Kommunalwahl am 15. März 2020 mit 58,4 % im ersten Wahlgang im Amt bestätigt.
Größerer Projekte in der bisherigen Amtszeit Remelés sind die Sanierung des Stadttheaters und im Rahmen der US-Konversion seit 2016 der Aufbau des neuen Wohnviertels Bellevue mit Grundschule, bei dem jedoch der Abbruch von 500 Bestandswohnungen auf Kritik stieß (siehe: Bellevue (Schweinfurt), Kritik). Seine Amtszeit wurde jedoch auch von aufgeschobenen (u. a. Kulturforum) und gescheiterten Bauprojekten (u. a. Landesgartenschau), Skandalen städtischer Mitarbeiter, schlechter Stimmung in der Stadtverwaltung und Verärgerung örtlicher Firmenbesitzer überschattet.
Am 11. März 2025 gab Sebastian Remelé bekannt, dass er bei der Kommunalwahl 2026 nicht mehr für das Amt des Oberbürgermeisters von Schweinfurt kandidieren wird.

## Ehrenämter
Remelé ist in zahlreichen Ehrenämtern engagiert. Unter anderem ist er stellvertretender Vorsitzender des Deutschen Familienverbandes, Ortsverband Schweinfurt e.V. Weiterhin ist Remelé Schirmherr der alljährlichen Gedenkveranstaltung zum Ende des Zweiten Weltkriegs im April in Schweinfurt im Fichtel-und-Sachs-Bunker.